# Laimosemion kirovskyi
Laimosemion kirovskyi es un pez de agua dulce la familia de los rivulines en el orden de los ciprinodontiformes. Nombrado así en honor del biólogo Alexandre Kirovsky, recolector de muchos especímenes tipo de esta familia.

## Morfología
De cuerpo alargado, los machos pueden alcanzar los 2,3 cm de longitud máxima y las hembras 1,7 cm. Difiere de las otras especies del género por tener un patrón de escamación frontal que consiste en una escama con todos los márgenes expuestos justo posterior al hocico y una franja oblicua gris oscuro infraorbital en la barbilla, con ausencia de canal preopercular y escamas frontales organizadas transversalmente.

## Distribución geográfica
Se encuentran en ríos de América del Sur, en cuenca fluvial baja del río Negro en Brasil.

## Hábitat
Viven en pequeños cursos de agua de clima tropical, de comportamiento bentopelágico y no migrador.